# Csatári
A Csatári vagy Csatáry régi magyar családnév, amely a származási helyre utalhat: Csatár (Zala vármegye, Csatár (Tolna vármegye), Csatár (Veszprém vármegye), Alsócsatár és Felsőcsatár (Vas vármegye), Csatárkert (Békés vármegye), Hegyközcsatár (Románia, korábban Bihar vármegye).

## Híres Csatári családok
- sarkadi Csatári család

## Híres Csatári nevű személyek
Csatári
- Csatári Bálint (1949–2019) magyar geográfus, egyetemi oktató
- Csatári János (1730–1782) városi tanácsos
- Csatári József (1943–2021) magyar birkózó
- Csatári László (?) magyar pedagógus

Csatáry
- Csatáry Lajos (1832–1907) magyar orvos
- Csatáry László (1915–2013) jogász, rendőrségi segédfogalmazó